# Thermithiobacillus plumbiphilus
Espèce
L'espèce Thermithiobacillus plumbiphilus est une espèce du genre Thermithiobacillus. C'est une bactérie à Gram négatif de la famille Thermithiobacillaceae  capable d'oxyder le soufre. 

## Taxonomie

### Étymologie
L'étymologie du genre est la suivante : Therm.i.thi.o.ba.cil’lus. L. gen. fem. n. thermae, bains chauds; Gr. neut. n. theîon, soufré; L. masc. n. bacillus, un petit bacille; N.L. masc. n. Thermithiobacillus,,. L'étymologie de l'épithète de cette espèce est ainsi composé : 	plum.bi’phi.lus. L. neut. n. plumbum, plomb; N.L. adj. philus -a -um, ami, aimant; du Gr. adj. philos -ê -on, aimant; N.L. masc. adj. plumbiphilus, qui aime le plomb,.

### Historique
Le genre Thermithiobacillus créé en 2000 à partir du genre Thiobacillus ne contient qu'une seule espèce, Thermithiobacillus tepidarius y compris lorsque ce genre est passé dans l'ordre Acidithiobacillales et la classe Acidithiobacillia parmi les Pseudomonadota,. Cette nouvelle espèce Thermithiobacillus plumbiphilus est donc la deuxième espèce décrite de ce genre bactérien.

## Description
C'est une bactérie à Gram négatif dont la souche type wk12 a été isolée de la surface d'un sulfide de Plomb fabriqué industriellement. Les bactéries issues de cette souche type sont des bacilles de 0,5 µm à 1,0 µm de diamètre et de longueur 0,7 µm à 2,2 μm. Thermithiobacillus plumbiphilus est capable d'oxyder le sulfide de plomb et d'utiliser le thiosulfate et le tetrathionate comme donneurs d'électrons pour une croissance autotrophe. La croissance est possible de 5 à 37 °C et elle est optimale entre 28 et 32 °C et à un pH optimal de 6.4 à 7.1 (possible entre 5.8 et 8.7).